# شیطان در لباس آبی (فیلم)
شیطان در لباس آبی (به انگلیسی: Devil in a Blue Dress) فیلمی محصول سال ۱۹۹۵ و به کارگردانی کارل فرانکلین است. در این فیلم بازیگرانی همچون دنزل واشینگتن، تام سایزمور، جنیفر بیلز، دان چیدل، مائوری چایکین، آلبر هال، لیزا نیکول کارسون و ال اسکات کالدول ایفای نقش کرده‌اند.